# Ranbir Kapoor
Ranbir Kapoor, född 1982, är en indisk skådespelare som jobbar inom Bollywood (Hindi filmer). Han debuterade som skådespelare 2007 i filmen Saawariya, en roll för vilken han tilldelades priset Filmfare Award for Best Male Debut. Han har afghanska (pashtun) rötter på sin fars sida.

## Filmografi
- 2007 - Saawariya
- 2008 - Bachna Ae Haseeno
- 2009 - Luck by Chance
- 2009 - Wake Up Sid
- 2009 - Ajab Prem Ki Ghazab Kahani
- 2009 - Rocket Singh: Salesman of the Year
- 2010 - Raajneeti
- 2010 - Anjaana Anjaani
- 2011 - Rockstar
- 2011 - Barfee

## Utmärkelser
- Filmfare för bästa manliga debutant, för Saawariya,  2008
- IIFA Award för årets debut, för Saawariya,  2008
- Apsara Award för bästa manliga debut, för Saawariya,  2008
- Stardust Award för morgondagens manliga superstjärna, för Saawariya,  2008
- Zee Cine Award för bästa manliga debut, för Saawariya,  2008
- Filmfares kritikpris för bästa manliga skådespelare, för Rocket Singh: Salesman of the Year,  2010
- Stardust Award för morgondagens manliga superstjärna, för Ajab Prem Ki Ghazab Kahani,  2010
- Apsara Award för bästa manliga huvudroll, för Rockstar,  2012
- Filmfares kritikpris för bästa manliga skådespelare, för Rockstar,  2012
- IIFA Award för hetaste par, för Rockstar,  2012
- Filmfare-utmärkelse för bästa skådespelare, för Rockstar,  2012
- Zee Cine Award för bästa manliga skådespelare, för Rockstar,  2012
- IIFA Award för bästa manliga skådespelare, för Rockstar,  2012
- Filmfare-utmärkelse för bästa skådespelare, för Barfi!,  2013
- Apsara Award för bästa manliga huvudroll, för Barfi!,  2013
- IIFA Award för bästa manliga skådespelare, för Barfi!,  2013
- IIFA Award för hetaste par, för Yeh Jawaani Hai Deewani,  2013
- Zee Cine Award – Critics' Choice för bästa manliga skådespelare, för Barfi!,  2013

[Redigera Wikidata]